# Parlement de Catalogne
Ne doit pas être confondu avec Assemblée de Catalogne, Assemblée nationale catalane ou Corts Catalanes.
Pour les articles homonymes, voir Catalogne (homonymie).
XVe législature
Palais du Parlement de Catalogne
Le Parlement de Catalogne (en catalan : Parlament de Catalunya ; en espagnol : Parlamento de Cataluña ; en occitan : Parlament de Catalonha) est l'assemblée législative de la Catalogne, communauté autonome d'Espagne. Il forme, avec la présidence de la Généralité et le gouvernement (conseil exécutif), la Généralité de Catalogne. Il est composé de 135 députés, élus au suffrage universel par les citoyens de Catalogne. Il est situé dans le parc de la Ciutadella de Barcelone et occupe tout l'espace du Palais du Parlement.
Les pouvoirs du Parlement de Catalogne sont définis par l'article 55 à 66 du statut d'autonomie de la communauté autonome catalane : il représente le peuple de Catalogne, vote le budget, contrôle et impulse l'action du gouvernement catalan. Le statut d'autonomie consacre également l'inviolabilité du Parlement de Catalogne.
Le Parlement catalan jouit d'une longue histoire, puisqu'on peut faire remonter ses origines au XIe siècle. Le Parlement actuel a cependant été établi seulement en 1980, dans le processus de transition démocratique que connaît l'Espagne après la dictature franquiste, de la construction de l'« État des autonomies » dans le cadre de la Constitution espagnole de 1978, et de la récupération de l'autonomie par la Catalogne, après la proclamation du statut d'autonomie, le 31 décembre 1979.
En novembre 2017, le Parlement est dissous par le gouvernement espagnol de Mariano Rajoy, en application de l'article 155 de la Constitution espagnole, à la suite de l'approbation par le Parlement catalan de la déclaration d'indépendance faite par le président de la Généralité, Carles Puigdemont. De nouvelles élections sont organisées le 21 décembre 2017.

## Histoire

### LesCortscatalanes jusqu'en 1714
On peut faire remonter l'histoire d'une institution parlementaire en Catalogne au XIIe siècle avec la cort comtal, la cour du comte de Barcelone, qui réunit autour de lui ses principaux vassaux et des ecclésiastiques de haut rang. Peu à peu la cort du comte s'agrandit, alors même que sa convocation devient plus rare.
On date du règne du roi Jacques Ier la transformation de la cort comtal en cort general, en assemblées qui rassemblent trois différents ordres ou « bras ». On compte le braç militar, l'ordre des nobles et chevaliers, le braç ecclesiastic, l'ordre des ecclésiastiques et le braç real, l'ordre des villes royales, qui jouissent du privilège d'envoyer des députés aux corts. Ce système laisse dans l'ombre la majeure partie de la population, puisque les campagnes ne sont pas représentées, pas plus que les villes non royales. Les corts arrivèrent, en profitant des périodes de faiblesse de la royauté, à accaparer l'initiative de la fiscalité. Le roi était donc soumis à leur consentement pour lever de nouveaux impôts. On peut donc y voir une lointaine préfiguration de l'actuel système parlementaire catalan.
Au XVIIIe siècle, après la guerre de Succession d'Espagne, les décrets de Nueva Planta promulgués par Philippe V abolissent les institutions de gouvernement catalanes. En 1914, un nouvel organe de gouvernement autonome, la « Mancomunidad de Catalogne » est créé, mais il est aboli en 1925 sous la dictature de Primo de Rivera.

### L'exil (1939-1977)
Entre 1939 et 1977, le Parlement survit en exil. Le président de la Généralité, Lluís Companys, est fusillé en 1940 par le régime franquiste et Josep Irla assume automatiquement, en tant que président du Parlement de Catalogne, la présidence de la Généralité jusqu'à sa démission en 1954. Josep Tarradellas qui lui succède, est nommé à la tête de la Généralité provisoire en septembre 1977 et le demeure jusqu'aux élections au Parlement de Catalogne de 1980.

### L'autonomie dans le cadre démocratique (depuis 1978)
En 1980, un statut d'autonomie est adopté et les premières élections au Parlement catalan se déroulent le 20 mars. Elles sont remportées par Convergence et Union (CiU) et Jordi Pujol accède à la présidence de la Généralité qu'il conservera jusqu'en 2003. Par la suite, des élections ont eu lieu en 1984, 1988, 1992, 1995, 1999, 2003, 2006, 2010, 2012 et 2015.

#### XIelégislature(2015-2017)

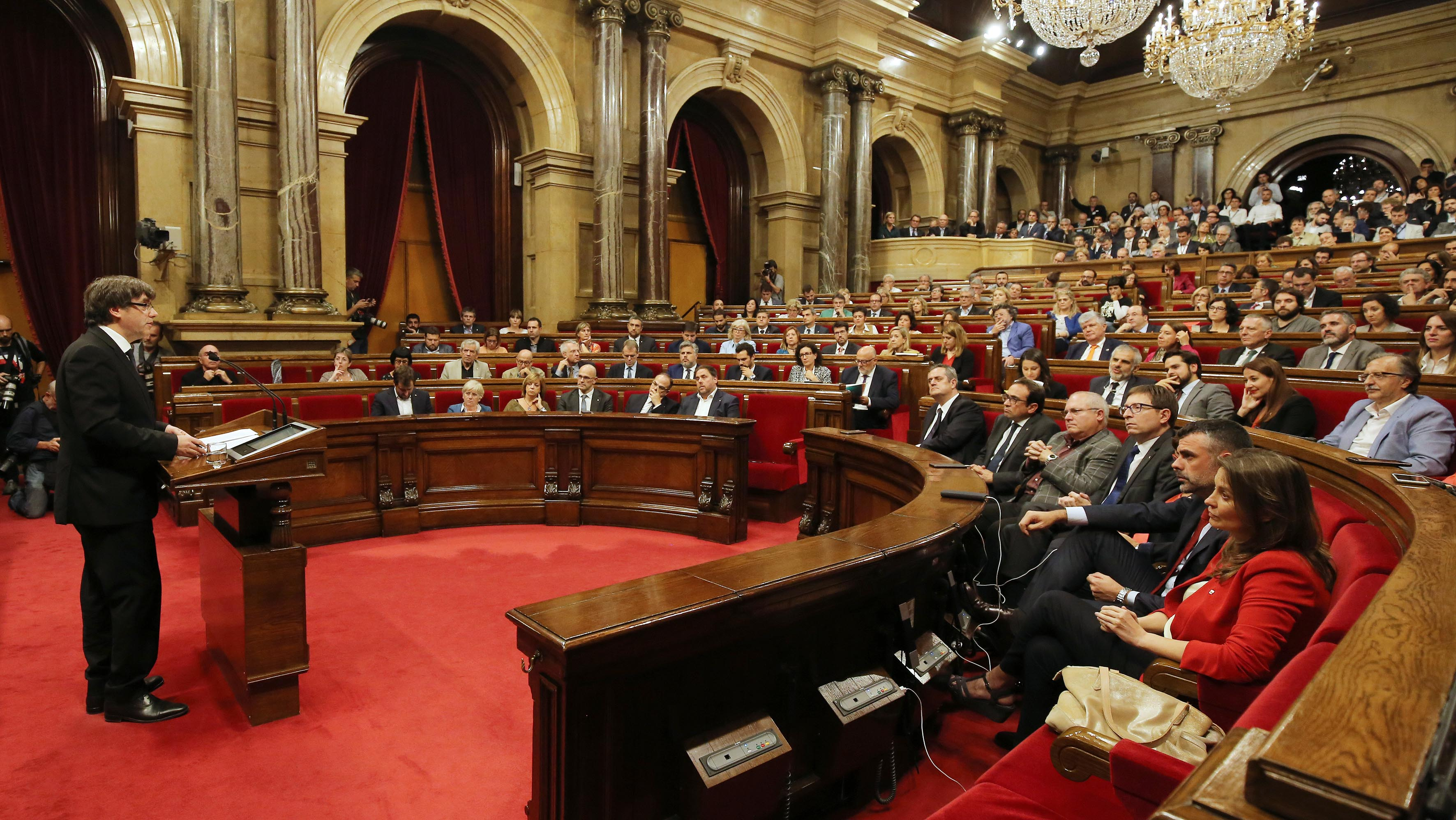
Discours du président de la Généralité, Carles Puigdemont, devant le Parlement catalan, le 10 octobre 2017.

Le Parlement a entamé sa XIe législature le 26 octobre 2015. Six coalitions politiques ont une représentation dans l'hémicycle : Ensemble pour le oui, Ciudadanos, le Parti des socialistes de Catalogne (PSC), Catalogne oui c'est possible, le Parti populaire (PP) et Candidature d'unité populaire (CUP). Cette assemblée est chargée d'élire le président de la Généralité de Catalogne, le responsable de l'exécutif de l'autonomie catalane, qui à son tour est chargé de constituer le gouvernement.
Après son élection à la présidence du Parlement, avec 77 députés sur 135 (55 bulletins blancs et 1 nul, Carme Forcadell (Ensemble pour le oui, Gauche républicaine de Catalogne) prononce un discours d'investiture partisan qu'elle termine en proclamant : « Vive le peuple souverain ! Vive la République catalane ! ». À la suite de ce discours, Ensemble pour le oui et CUP concluent un accord et publient une proposition de résolution déclarant « le début d'un processus de création de l'État catalan indépendant sous la forme d'une république ».
Le 9 novembre, les députés votent une résolution en faveur de l'indépendance de la « République catalane » avec une majorité de 72 voix pour le oui (Ensemble pour le oui et la CUP) et 63 pour le non (Citoyens, PSC, Catalogne oui c'est possible et Parti populaire). Aussitôt, le gouvernement espagnol demande au Tribunal constitutionnel d'annuler cette résolution, ce que font les juges convoqués le 11 novembre. Dans le même temps, Artur Mas, qui se présente à sa propre succession à la présidence de la Généralité, ne réussit pas à obtenir la majorité des voix du Parlement aux deux premiers tours de scrutin. Il retire sa candidature in extremis le 9 janvier 2016, évitant de nouvelles élections et ouvrant la porte à l'investiture de Carles Puigdemont le lendemain. Ce dernier est élu avec 70 voix en sa faveur, 63 contre et 2 abstentions.
Le mercredi 6 septembre 2017, après une session parlementaire houleuse, la majorité, composée des groupes Ensemble pour le oui et Candidature d'unité populaire (CUP), fait approuver la loi sur la tenue d’un référendum portant sur l’indépendance de la Catalogne prévu le 1er octobre.
Le lendemain, jeudi 7 septembre 2017, la loi sur la tenue du référendum est suspendue par le Tribunal constitutionnel qui met également en garde les maires des 968 communes de Catalogne pour les dissuader d'organiser le scrutin. Le Parlement adopte le même jour et avec la même majorité (71 voix sur 135) la loi de transition (Ley de transitoriedad jurídica y fundacional de la República) qui prévoit l'organisation de la Catalogne si le « oui » au référendum du 1er octobre l'emporte.
Le 8 septembre, le parquet supérieur de Catalogne porte plainte contre les membres du gouvernement de Carles Puigdemont et les membres du bureau du Parlement de Catalogne présidé par Carme Forcadell devant le Tribunal supérieur de justice de Catalogne pour motifs de prévarication et de désobéissance ainsi que de détournement de capitaux publics.
Le 12 septembre, le Tribunal constitutionnel suspend la loi de transition adoptée cinq jours plus tôt par les députés.
L'activité parlementaire est ajournée à partir du 13 septembre jusqu'au lendemain du référendum du 1er octobre. Une séance plénière est prévue le 9 octobre pour annoncer officiellement les résultats et proclamer l'indépendance de la Catalogne après la victoire du « oui » mais elle est suspendue par le Tribunal constitutionnel à la demande du Parti des socialistes de Catalogne dirigés par Miquel Iceta, .
La loi sur la tenue du référendum est déclarée anticonstitutionnelle et nulle par le Tribunal constitutionnel à l'unanimité de ses membres.
Le 27 octobre, le Parlement valide la résolution de déclaration d'indépendance. Après l'approbation par le Sénat espagnol de l'application de l'article 155 de la Constitution, Mariano Rajoy, président du gouvernement, dissout la chambre catalane et annonce la tenue d'élections régionales pour le 21 décembre 2017.

## Emplacement

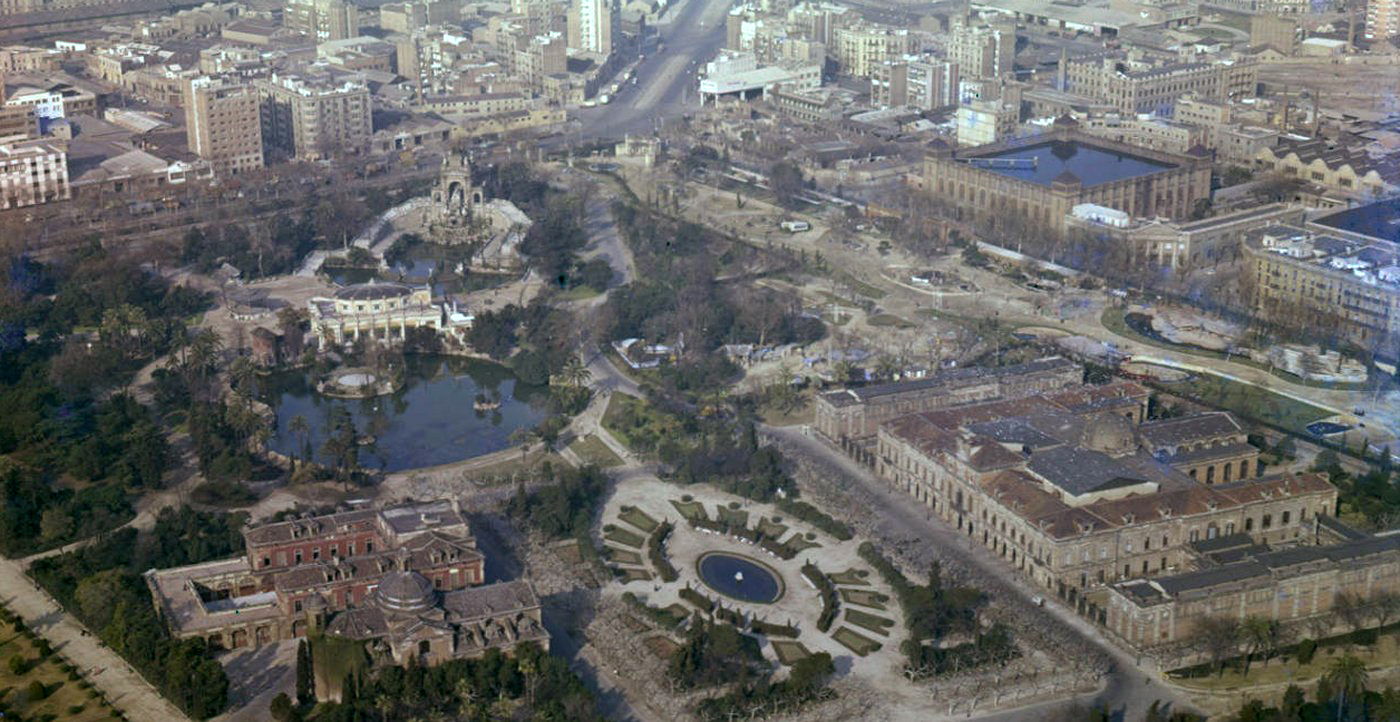
Vue aérienne du Parc de la Ciutadella et du Palais du Parlement de Catalogne en 1961.

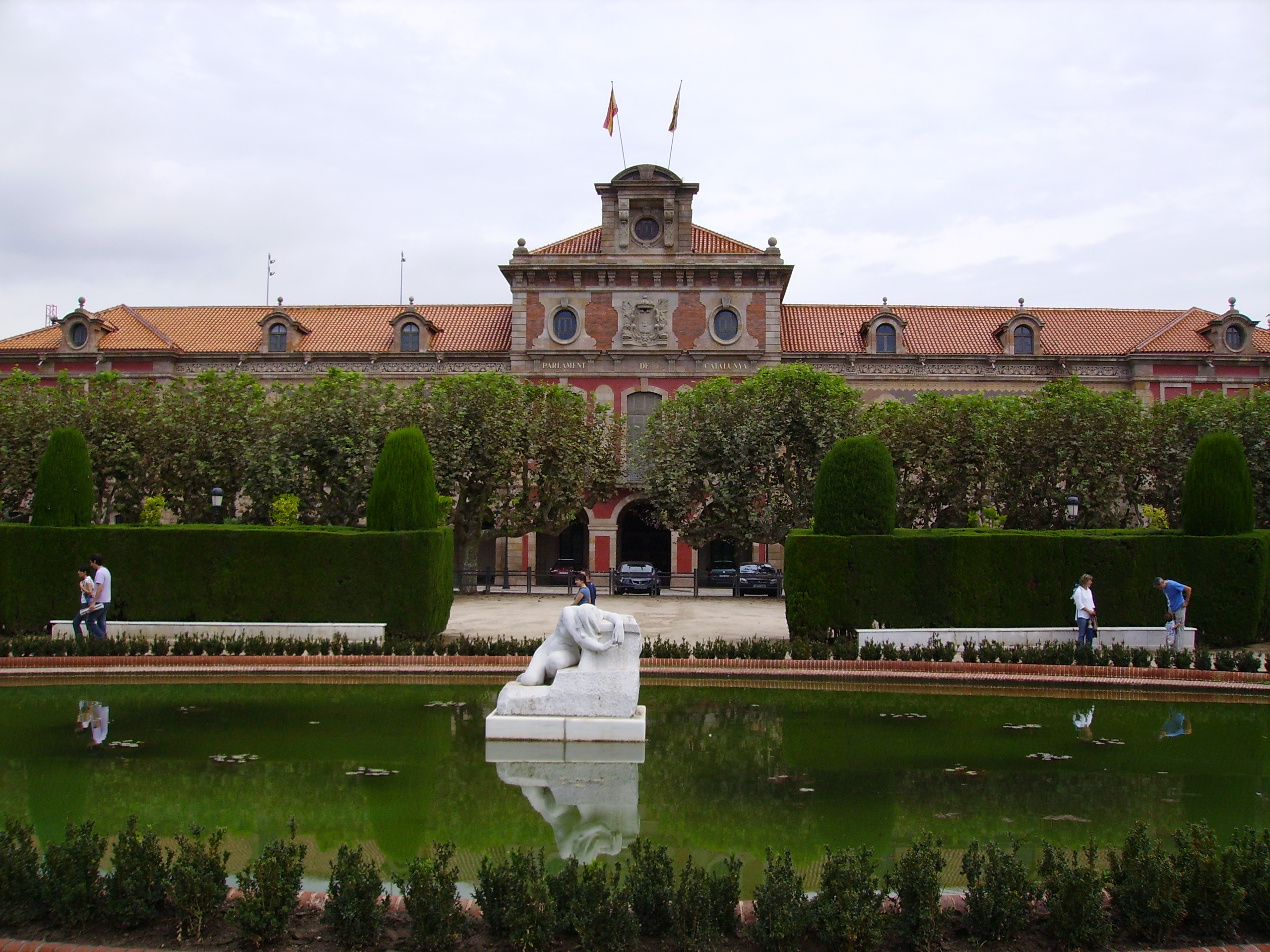
Le Palais du Parlament de Catalogne et la sculpture Desconsol, dans le parc de la Citadelle.

Le siège du Parlement est le Palais du Parlement de Catalogne. Il est situé dans le Parc de la Ciutadella, à Barcelone. L'entrée principale se trouve au no 1 place Joan-Fiveller.
L'édifice a été construit par l'architecte flamand Georges-Prosper de Verboom entre 1716 et 1748 pour servir d'arsenal, dans la forteresse de la Citadelle que fait construire le roi Philippe V, peu après avoir reconquis la ville de Barcelone, le 11 septembre 1714. Après la destruction de la Citadelle, au milieu du XIXe siècle, le vieil arsenal est aménagé en palais par l'architecte Pere Falqués, afin de recevoir la famille royale lors de l'Exposition universelle de 1888. En 1900, l'édifice devient le musée municipal des Arts décoratifs et archéologique (Museo Municipal de Arte Decorativo y Arqueológico en espagnol) de la ville.
En 1932, après la proclamation de la Seconde République, le bâtiment est attribué au jeune Parlement catalan. Une nouvelle décoration due à Santiago Marco transforme la salle du trône en salon des Sessions, et sur la façade le blason des Bourbons est remplacé par celui de la Catalogne. Après la Guerre civile, le bâtiment retrouve une fonction militaire, puis devient le siège du musée d'Art moderne de Catalogne en 1945.
En 1977, lors du retour à la démocratie, il redevient siège du Parlement et il est rénové. Finalement, le musée d'Art moderne est transféré en 2004 au Palais national de Montjuïc, qui est déjà le siège du MNAC.
Il est aujourd'hui inscrit comme Bien culturel d'intérêt local (Bé cultural d'interès local en catalan, Bien Cultural de Interés Local en espagnol) à l'Inventaire du patrimoine culturel catalan, avec le numéro 08019/125.

## Système électoral

### Élections des députés
Le Parlement est composé de 135 députés, élus au suffrage universel pour quatre ans. Le scrutin est plurinominal et proportionnel : les électeurs catalans sont appelés à voter pour des listes présentées par des partis ou des coalitions politiques, dont la représentation au Parlement est proportionnelle à leurs résultats électoraux. La méthode retenue pour l'attribution des sièges est la méthode d'Hondt.
Les partis ou les coalitions politiques présentent des listes de candidats distinctes dans chacune des quatre circonscriptions provinciales de la communauté autonome catalane : Barcelone (85 députés), Gérone (17 députés), Lérida (15 députés) et Tarragone (18 députés). La répartition des sièges est en défaveur de la province de Barcelone, qui représente 73,7 % de la population de la région, mais seulement 63 % des députés. Les autres provinces sont par conséquent surreprésentées, notamment la province de Lérida qui, avec seulement 5,7 % de la population, élit 11,1 % des députés.
Les conditions essentielles pour se présenter aux élections sont de posséder la nationalité espagnole, de résider en Catalogne et d’être âgé au minimum de 18 ans. De plus, les électeurs doivent être en pleine possession de leurs droits civils et politiques, comme l'établit la législation électorale espagnole. Les listes de candidats doivent également respecter des règles de parité entre les hommes et les femmes.
Le mode d'élection des députés du Parlement catalan est comparable à celui des autres communautés autonomes espagnoles. Il est prévu par le statut d'autonomie qu'il peut être modifié par une loi électorale qui obtiendrait le soutien des deux tiers des députés catalans, mais aucun accord n'ayant été trouvé depuis 2006, ce sont les règles communes à l'État espagnol qui prévalent. Il provoque cependant un certain nombre de critiques depuis le début des années 2010, dans un contexte de polarisation de la scène politique catalane autour de la question indépendantiste :
- d'une part, la méthode d'Hondt, utilisée pour l'attribution des sièges, a tendance à favoriser les partis vainqueurs. Ainsi, lors des élections de 2015, la large coalition indépendantiste d'Ensemble pour le oui (JxSí) et de la Candidature d'unité populaire (CUP) a obtenu 72 députés, soit 53,3 % des sièges, en ne recueillant que 47,8 % des voix ;
- d'autre part, la surreprésentation des provinces rurales de Lérida et de Gérone favorise les partis indépendantistes, bien implantés dans ces régions, mais plus faibles dans les grandes villes comme Barcelone ou Tarragone.

### Dissolution
Lorsque, après des élections, aucune majorité parlementaire ne permettant la constitution d'un gouvernement ne se dégage, le Parlement doit se dissoudre après deux mois sans qu'aucun candidat n'ait obtenu la confiance du Parlement, à compter du premier vote d'investiture du président de la Généralité.
Le président de la Généralité peut également dissoudre le Parlement. Il doit obtenir le soutien préalable de son gouvernement. Il ne peut cependant pas le dissoudre à la suite d'une motion de censure votée par les députés contre son gouvernement ou si une dissolution a déjà été faite moins d'un an auparavant,.
Dans tous les cas, la dissolution du Parlement entraîne la convocation de nouvelles élections, à une date fixée entre quarante et soixante jours suivant la publication du décret de dissolution au Journal officiel de la Généralité de Catalogne (Diari Oficial de la Generalitat de Catalunya en catalan),.

## Rôle

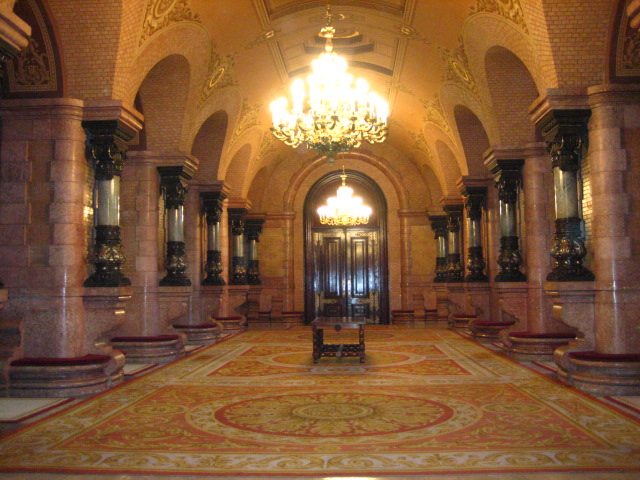
Salle des pas perdus.

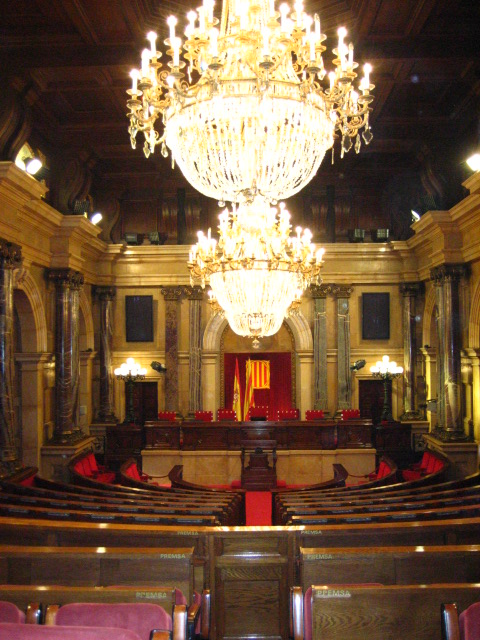
Salon des Sessions ou hémicycle du Parlement.

Le Parlement de Catalogne est l'institution législative de la communauté autonome catalane. Ses pouvoirs sont fixés par la constitution espagnole et par le statut d'autonomie. Ses principales attributions sont :
- le vote des lois dans les domaines de compétences de la Généralité ;
- le vote du budget de la Généralité ;
- l'élection et le contrôle de l’action du gouvernement catalan.

### Discussion et vote de la loi
Le Parlement vote les lois dans les domaines de compétences qui lui sont reconnus comme exclusifs par le statut d'autonomie catalan et par la constitution de l'État espagnol. Il peut également prendre des décisions dans les domaines de compétences qu'il partage avec l'État.
Un texte de loi peut avoir pour origine le gouvernement catalan, qui soumet un « projet de loi » (projecte de llei en catalan) au Parlement. Un groupe parlementaire ou un groupe d'au moins cinq députés peut également présenter une « proposition de loi » (proposició de llei en catalan). Elle peut également être impulsée par une initiative législative populaire (Iniciativa legislativa popular en catalane et en espagnol) ou une initiative d'un conseils comarcal ou municipal. Cependant, si le bureau du Parlement considère qu'une proposition de loi affecte les ressources de la Généralité, il doit demander au gouvernement son accord pour en poursuivre l'examen.
Les projets et les propositions de loi sont publiés au Bulletin officiel du Parlement de Catalogne (Butlletí Oficial del Parlament de Catalunya en catalan) et transmis à la commission parlementaire compétente. Celle-ci peut entendre des propositions de modifications et d'amendements apportées par des groupes parlementaires ou des députés, ainsi que le point de vue d'organisations ou de groupes sociaux concernés par le texte. La commission nomme ensuite un groupe de rapporteurs qui rédige un rapport, débattu ensuite en commission, afin de préparer un texte qui incorpore les diverses modifications qui ont été proposées.
C'est ce texte qui est finalement débattu et voté en session plénière du Parlement. La loi est ensuite promulguée, au nom du roi, par le président de la Généralité et publiée au Journal officiel de Catalogne (Diari Oficial de la Generalitat de Catalunya en catalan) et au Bulletin officiel de l'État (Boletín Oficial del Estado en espagnol),.

### Vote du budget de la Généralité
Le budget de la Généralité est établi par le gouvernement catalan. Mais il appartient au Parlement de l'examiner, de l'amender, de l'approuver ou de le repousser par une loi de finance (llei de pressupostos en catalan, ley de presupuestos en espagnol). Le Parlement ne peut pas créer de nouveaux impôts, mais peut en modifier le mode de recouvrement par une loi fiscale (llei tributària en catalan, ley tributaria en espagnol).

### Contrôle de l'action du gouvernement catalan
Le Parlement de Catalogne a le pouvoir de créer et de destituer le gouvernement catalan, de lui adresser des critiques, de le contrôler et d'orienter sa politique.

#### Élection des membres du gouvernement
Le Parlement choisit les membres du gouvernement catalan, à commencer par le président de la Généralité de Catalogne, chef du gouvernement et de l'exécutif catalan. Le président du Parlement, après s'être réuni avec les chefs de toutes les formations politiques représentées au Parlement, présente les candidats à la fonction de président de la Généralité. Il revient aux députés, réunis en session plénière du Parlement, d'accorder l'investiture à un des candidats après que ceux-ci ont présenté leur programme de gouvernement. Un candidat doit obtenir la majorité absolue des votes au premier tour, ou la majorité simple au deuxième tour, pour être élu.

#### Motion de censure et question de confiance
Le président de la Généralité est responsable devant le Parlement. Les députés catalans peuvent présenter des motions de censure (mocions de censura en catalan, mociones de censura en espagnol) contre le président de la Généralité et contre son gouvernement. La motion de censure doit être présentée par au moins un dixième des députés et recevoir le soutien de la majorité absolue des députés lors du vote.
À l'inverse, le président de la Généralité peut poser aux députés une question de confiance (qüestion de confiança en catalan, cuestión de confianza en espagnol), dans laquelle il demande le soutien explicite du Parlement à son programme, à une déclaration de politique générale ou à une décision d'ordre exceptionnel. S'il n'obtient pas le soutien de la majorité simple des députés lors de cette question de confiance, le président de la Généralité doit démissionner.

### Réforme du statut d'autonomie
Le Parlement catalan peut adopter une réforme du statut d'autonomie de la Catalogne. L'initiative d'une réforme revient au Parlement, à la suite d'une proposition d'au moins un cinquième des députés, et au gouvernement de la Généralité. Le Parlement doit également appuyer une demande présentée par au moins 20 % des assemblées municipales des communes catalanes, ou par un groupe de citoyens qui représentent au moins 20 % de la population de Catalogne. La proposition de réforme doit obtenir l'approbation des deux tiers des députés catalans, l'accord des Cortes Generales par une loi organique, et celui de la majorité des citoyens catalans consultés par un référendum.

### Relations de la Généralité avec l'État espagnol
Le Parlement de Catalogne, organe législatif de la Généralité de Catalogne, est chargé d'un certain nombre d'attributions dans les rapports qu'elle entretient avec les institutions de l'État espagnol.
Les huit sénateurs de Catalogne sont élus par le Parlement. Ils représentent la Généralité au Sénat. Ils ont l'obligation de se présenter devant le Parlement pour rendre compte de leur activité.
Le Parlement élit également ceux de ses membres qui sont chargés de défendre les propositions de loi catalanes qui doivent être soumises au Congrès des députés.

### Relations de la Généralité avec l'Union européenne
Le Parlement catalan, en liaison avec le gouvernement catalan, doit adresser au Cortes Generales espagnoles et au gouvernement espagnol les remarques qu'il estime pertinentes vis-à-vis des révisions des traités de l'Union européenne. Le Parlement peut également établir des relations directes avec le Parlement européen.
Lorsque les compétences exclusives de la Généralité sont mises en cause par ces traités, le gouvernement espagnol doit intégrer des membres de la Généralité dans les négociations qu'il mène avec les représentants de l'Union européenne. Le Parlement catalan peut en particulier se saisir des cas de subsidiarité qui mettraient en cause les pouvoirs exclusifs de la Généralité. Si l'Union européenne adopte une législation qui se substitue aux lois fondamentales de l'État, il appartient au Parlement catalan d'intégrer les normes européennes à la législation et au droit catalan.

### Autres prérogatives
Le Parlement peut constituer des commissions d'enquête afin d'être informé de toute affaire qui touche les intérêts de la Généralité de Catalogne. Les personnes convoquées par une commission d'enquête parlementaire ont l'obligation de comparaître devant celle-ci.
Le Parlement surveille l'action des organismes qui dépendent de la Généralité de Catalogne. Ainsi, il élit les membres des principales institutions de la Généralité :
- les deux tiers des membres du Conseil des garanties statutaires (Consell de Garanties Estatutàries en catalan, Consejo de Garantías Estatutarias en espagnol) sont choisis par le Parlement, à la majorité des trois cinquièmes des députés[SA 21]. Le fonctionnement du Conseil des garanties statutaires est également réglé par une loi spécifique, votée par le Parlement[SA 22] ;
- le Défenseur du peuple catalan (Síndic de Greuges en catalan, Síndico de Agravios en espagnol) est élu à la majorité des trois cinquièmes des députés du Parlement[SA 23] ;
- les membres de la Cour des comptes (Sindicatura de Comptes en catalan, Sindicatura de Cuentas en espagnol) sont choisis par le Parlement, à la majorité des trois cinquièmes des députés[SA 24]. Le fonctionnement de la Cour des comptes est également réglé par une loi spécifique, votée par le Parlement[SA 25] ;

## Travail des députés
Les députés représentent ensemble le peuple de Catalogne. Leurs droits, leurs devoirs et l'organisation de leur activité sont encadrés par la Constitution espagnole, le statut d'autonomie de la Catalogne et le règlement intérieur du Parlement. Celui-ci est élaboré par les députés et doit être approuvé en session plénière à la majorité absolue.

### Droits, garanties et devoirs
Les députés ont l'obligation d'être présents lors des débats et des votes lors des sessions plénières. Ils ont le droit d'assister aux autres sessions parlementaires – ordinaires et extraordinaires – et de participer aux débats et aux votes lors de ces sessions. Ils peuvent présenter des amendements à toutes les textes de loi – projets et propositions de loi – qui sont soumis au vote du Parlement. Ils doivent enfin ainsi assister aux réunions des commissions parlementaires dont ils sont membres.
Les députés bénéficient de l'immunité parlementaire, qui repose sur l'inviolabilité et l'irresponsabilité des députés. L’irresponsabilité soustrait les parlementaires à toute poursuite judiciaire pour les actes liés à l’exercice de leur mandat et dans les domaines qui touchent à leur fonction de député, dans leurs actes au Parlement comme dans l'expression publique de leurs opinions. L’inviolabilité permet aux députés d'éviter que l’exercice de leur mandat parlementaire ne soit entravé par des actions pénales visant des actes accomplis par les députés en tant que simples citoyens, pour des actes étrangers à leur fonction. Ils ne peuvent ainsi pas être arrêtés ou emprisonnés, sauf en cas de flagrant délit. Ils ne peuvent être jugés que par le Tribunal supérieur de justice de Catalogne (Tribunal Superior de Justícia de Catalunya en catalan, Tribunal Superior de Justicia de Cataluña en espagnol), lorsque l'affaire concerne la Catalogne, ou par le Tribunal suprême (Tribunal Suprem en catalan, Tribunal Supremo en espagnol), lorsque l'affaire dépasse les limites de la Catalogne,.
Les députés doivent en revanche faire la déclaration de leurs biens et des activités qu'ils exercent en dehors de leurs activités parlementaires, et s'abstenir de profiter de leur situation de député pour le bénéfice d'activités commerciales ou professionnelles privées.

### Organisation des sessions et des séances
Les périodes des débats ayant lieu dans l’hémicycle, ou Salon des Sessions, sont appelées sessions parlementaires. On distingue :
- les deux sessions ordinaires, du 1er septembre au 31 décembre, et du 15 janvier au 31 juillet. Durant ces deux périodes, le Parlement se réunit ordinairement du lundi au vendredi ;
- les sessions extraordinaires : en dehors des deux sessions ordinaires, le Parlement peut être convoqué en session extraordinaire à la demande du président de la Généralité, à la demande du président du Parlement en accord avec la députation permanente, ou encore à la demande d'un ensemble de trois groupes parlementaires ou d'un quart des députés.

L'ordre du jour comprend les sujets qui sont abordés par les membres du Parlement en session plénière. Il est fixé par le président du Parlement, en accord avec le Conseil des porte-parole.

## Organisation

### Bureau

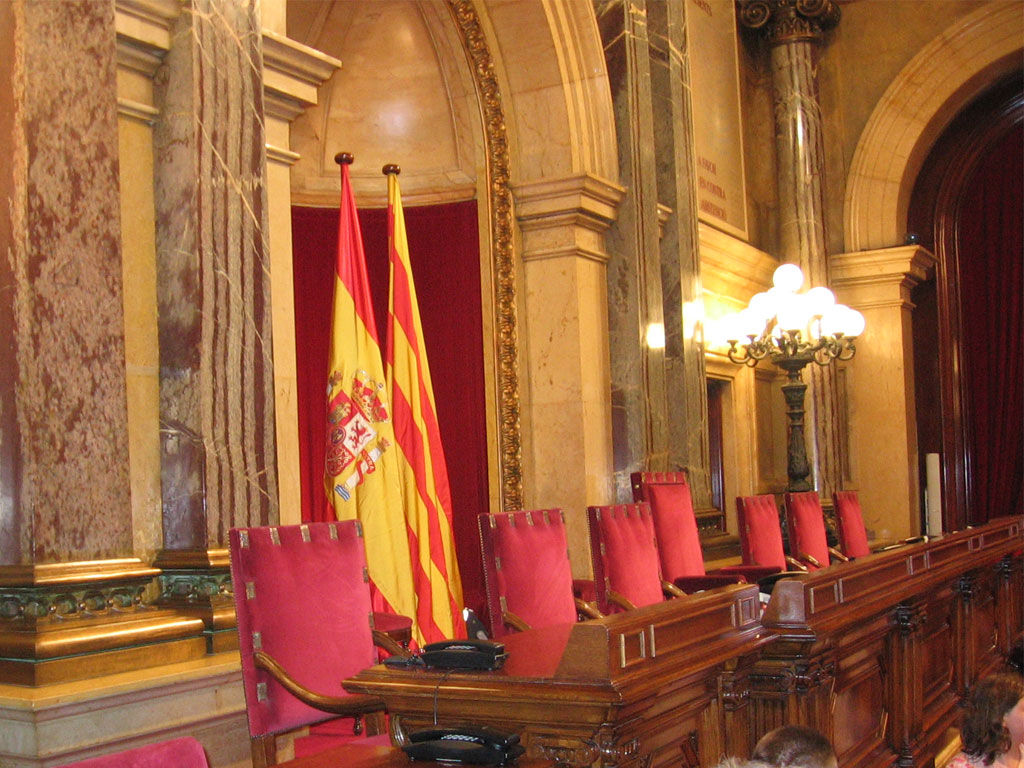
Sièges du bureau du Parlement.

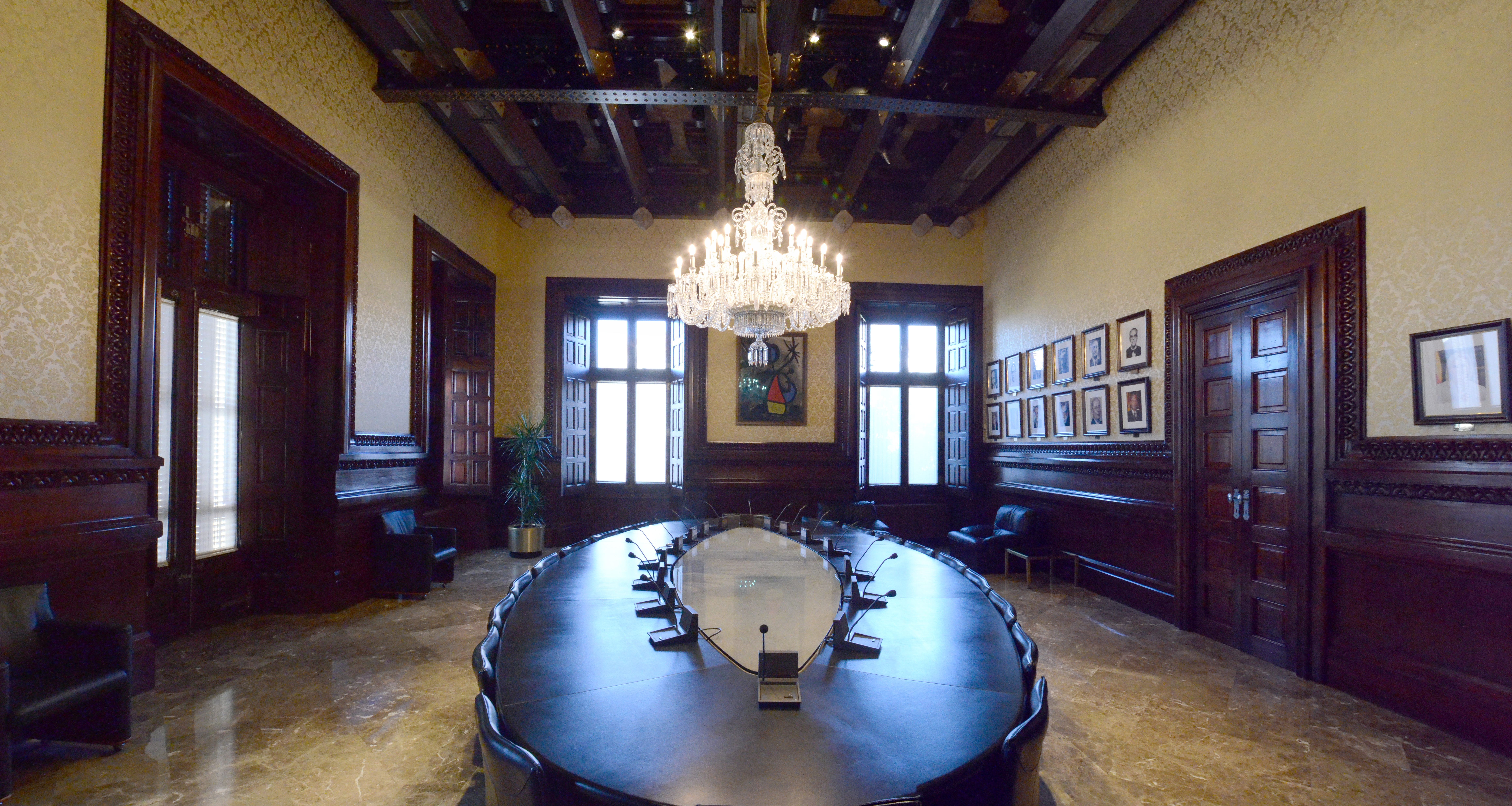
Salle de réunion du bureau du Parlement.

Le bureau a pour principales fonctions l'organisation du travail parlementaire, l'interprétation du règlement du Parlement et la direction des services du Parlement. Il lui incombe également de désigner le chef de l'opposition (Cap de l'oposició a Catalunya en catalan, Jefe de la oposición en Cataluña en espagnol).
Le bureau est mis en place après l'élection de ses membres, qui a lieu lors de la séance d’ouverture de la législature. Un « bureau d’âge » (Mesa d'Edat en catalan, Mesa de Edad en espagnol) est constitué afin de diriger le Parlement lors de cette séance. Le président en est le doyen d’âge des députés, assisté des deux députés les plus jeunes, qui remplissent les fonctions de secrétaires.

#### Président du Parlement
Le président du Parlement (President del Parlement en catalan, Presidente del Parlamento en espagnol) représente le Parlement. Il a un rôle de direction des discussions et des débats, et d’organisation des travaux du Parlement. En accord avec le règlement, il veille au maintien de l'ordre. En cas d'absence ou d'empêchement, il est remplacé par un de ses deux vice-présidents.
Pour être élu, le député candidat doit obtenir la majorité absolue au premier tour. Si aucun candidat n'obtient la majorité absolue au premier tour, un deuxième tour est organisé entre les deux candidats qui ont obtenu les meilleurs résultats. En cas d'égalité après le deuxième tour, l'élection peut se répéter quatre fois. Si aucun candidat n'a pu être départagé après ces quatre derniers tours, c'est le candidat du groupe parlementaire le plus important qui est élu.

#### Liste des présidents du Parlement de Catalogne
- Lluís Companys (ERC) (1932-1933)
- Joan Casanovas (ERC) (1933-1938)
- Josep Irla (ERC) (1938-1940)
- Antoni Rovira (ERC) (1940-1949)
- Manuel Serra (USC) (1949-1954)

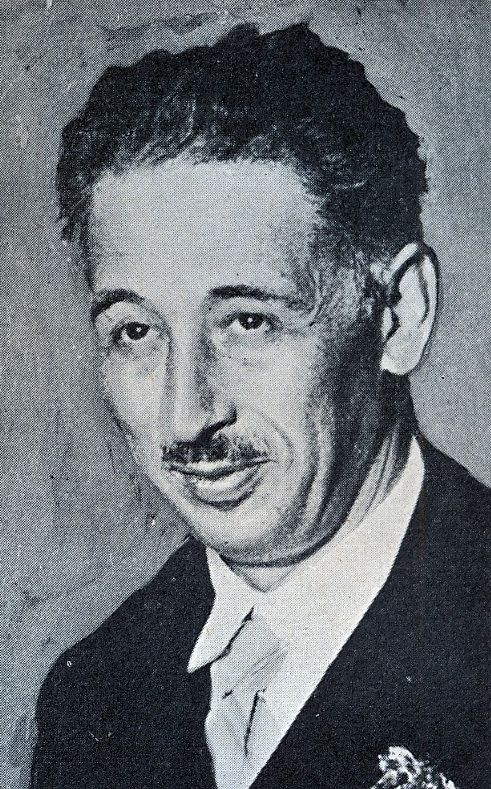
Lluís Companys, premier président du Parlement de Catalogne (1932-1933)

- Francesc Farreras (ERC) (1954-1980)
- Heribert Barrera (ERC) (1980-1984)
- Miquel Coll (UDC) (1984-1988)
- Joaquim Xicoy (UDC) (1988-1995)
- Joan Reventós (PSC) (1995-1999)
- Joan Rigol (UDC) (1999-2003)
- Ernest Benach (ERC) (2003-2010)
- Núria de Gispert (UDC) (2010-2015)
- Carme Forcadell (JxSí) (2015-2018)
- Roger Torrent (ERC) (2018-2021)
- Laura Borràs (Junts) (2021-2022)
- Alba Vergés (ERC) (2022-2023, intérim)
- Anna Erra (Junts) (depuis 2023)

#### Vice-présidents
Les deux vice-présidents du Parlement (vicepresidents primer et segon en catalan) ont essentiellement pour fonction de remplacer le président du Parlement si celui-ci est empêché, avec un ordre successif de remplacement allant du premier au second vice-président.

#### Secrétaires
Les quatre secrétaires (secretaris primer, segon, tercer et quart en catalan) supervisent les actes des sessions plénières du Parlement, du bureau et du conseil des porte-parole du Parlement (Junta de Portaveus en catalan, Junta de Portavoces en espagnol). Ils assistent également le président en séance publique, constatent les votes tout en vérifiant leur validité et celle des délégations de vote, et les résultats des scrutins qui sont ensuite proclamés par le président.

### Commissions parlementaires
Les projets et les propositions de loi sont examinés, avant tout examen en séance plénière, par une commission parlementaire.
Chaque député appartient à l'une des commissions parlementaires. Chaque groupe parlementaire a le droit de faire partie de chacune des commissions, où il est représenté proportionnellement à sa représentation au sein du Parlement. Dans le cas où un groupe parlementaire ne peut pas être représenté dans un groupe parlementaire proportionnellement à son importance au sein du Parlement, les votes sont pondérés afin de corriger cette inégalité.
On distingue les commissions législatives et spécifiques. Les premières ont pour objet la rédaction des lois avant qu'elles soient approuvées en séance plénière. Les secondes traitent d'un problème concret, comme les commissions d'études, de recherche et de suivi.

### Groupes parlementaires
Les députés peuvent se regrouper pour constituer des groupes parlementaires (article 19 du règlement). Chaque député ne peut appartenir qu'à un seul groupe parlementaire. Il faut un minimum de cinq députés pour former un groupe parlementaire. Les députés qui ne font partie d'aucun de ces groupes parlementaires forment le groupe mixte (grup mixt en catalan, grupo mixto en espagnol).
Chaque groupe parlementaire peut désigner un porte-parole, qui assume le rôle de chef de groupe parlementaire. Le Conseil des porte-parole (Junta de Portaveus en catalan, Junta de Portavoces en espagnol), qui rassemble les porte-parole de tous les groupes parlementaires de l'assemblée, est sous le contrôle du bureau du Parlement. Il décide avec lui des zones de l'hémicycle où siègent les députés, l'organisation des sessions parlementaires, le fonctionnement des commissions.

### Députation permanente
La députation permanente (Diputació Permanent en catalan, Diputación Permanente en espagnol), présidée par le président du Parlement, est formée de 23 députés. Tous les groupes parlementaires ont le droit d'y avoir au moins un membre et leur nombre est proportionnel à leur représentation au Parlement. Les décisions se prennent à la majorité de ses membres.
La députation permanente a pour rôle d'assurer le fonctionnement du Parlement entre les sessions parlementaires, à la fin d'une législature ou après une dissolution du Parlement. Elle peut également convoquer une session extraordinaire du Parlement.

## Administration parlementaire
Le cabinet de la présidence (Gabinet de Presidència en catalan) assiste techniquement et administrativement le président du Parlement dans ses fonctions.
Le secrétariat général (Secretaria General en catalan) est l'organe supérieur de l'administration parlementaire. Le secrétaire général est le chef du personnel et des services du Parlement. Il accomplit les fonctions de conseil auprès du bureau du Parlement et du conseil des porte-parole.
Les services juridiques apportent leurs services dans les taches parlementaires, principalement auprès des commissions, et ils préparent les études juridiques.
La direction du gouvernement (Direcció de Govern Interior en catalan) intérieur assure la gestion et le contrôle du personnel et de la gestion interne du Parlement.
La direction des études parlementaires (Direcció d'Estudis Parlamentaris en catalan) informe les députés et les groupes parlementaires et les autres organes du Parlement afin de garantir le respect des attributions parlementaires, dans le cadre du statut d'autonomie.
La direction informatique (Direcció d'Informàtica  en catalan) assure la coordination, la gestion et la surveillance des systèmes informatiques du Parlement.
La direction de gestion parlementaire (Direcció de Gestió Parlamentària  en catalan) assure la gestion du registre et la distribution des documents produits par le bureau, le conseil des porte-parole, l'assemblée, la députation permanente et les commissions parlementaires.
L'office de droit comparé et des relations interparlementaires (Oficina de Dret Comparat i de Relacions Interparlamentàries en catalan)
L'office du val d'Aran (Oficina de l'Aran en catalan) est chargé des relations entre le Parlement et les institutions du val d'Aran. Il doit également veiller à ce que les intérêts aranais soient pris en compte lors des travaux parlementaires.
L'office de l'action extérieure et des relations avec l'Union européenne (Oficina d'Acció Exterior i de Relacions amb la Unió Europea en catalan) doit conseiller les organes parlementaires en termes de droit international public et de droit de l'Union européenne.
L'office du budget (Oficina pressupostària en catalan) est sous le contrôle de la présidence du Parlement. Il est chargé d'assurer le suivi de l'exécution du budget de la Généralité.
Le département de communication (Departament de Comunicació en catalan).
Le département d'édition (Departament d'Edicions en catalan).
Le département des infrastructures, de l'équipement et de la sécurité (Departament d'Infraestructures, Equipaments i Seguretat en catalan).
Le département des relations institutionnelles (Departament de Relacions Institucionals en catalan).
Le département de conseil linguistique (Departament d'Assessorament Lingüístic en catalan).
L'audience des comptes et du trésor (Oïdoria de Comptes i Tresoreria en catalan).